# Ante Bukvic
Ante Bukvic (* 14. November 1987 in Zadar, SFR Jugoslawien, heute Kroatien) ist ein luxemburgisch-kroatischer Fußballspieler.

## Kindheit
Ante Bukvic kam in jugoslawischen Zadar (liegt heute in Kroatien) zur Welt. Als dort der Krieg ausbrach wanderte er mit seiner Familie nach Sassenheim in Luxemburg aus.

## Karriere

### Verein
Ante Bukvic begann das Fußballspielen beim FC The Belval Belvaux. Nach seiner Zeit dort ging er in die Jugend des Erstligisten FC Differdingen 03. Bukvic kam dann 2006 in ihre erste Mannschaft und konnte dort mehrmals den luxemburgischen Pokal gewinnen. Die Saison 2017/18 absolvierte er leihweise bei RM Hamm Benfica.  Vom Sommer 2019 an spielte er für Zweitligist Yellow Boys Weiler-la-Tour, kam dort jedoch nur zu einem Pokaleinsatz. Ein Jahr später gab dann Ligarivale FC Blo-Wäiss Medernach die Verpflichtung des Ex-Nationalspielers bekannt und im Sommer 2024 folgte dann der Viertligist FC Minerva Lintgen als neuer Verein.

### Nationalmannschaft
Ante Bukvic hatte bei der Nationalmannschaft die Wahl zwischen Luxemburg und Kroatien. Bukvic entschied sich für Luxemburg und war dort zuerst in dessen U-16- bzw. U-21-Auswahl aktiv. Sein Debüt für die A-Nationalmannschaft gab er am 14. November 2009, seinem 22. Geburtstag, als er im Freundschaftsspiel gegen Island (1:1) in der Anfangself stand und auch das ganze Spiel über zum Einsatz kam. Bis 2013 absolvierte er insgesamt zehn Länderspiele.

## Erfolge
- Luxemburgischer Pokalsieger: 2010, 2011, 2014, 2015